# アメリカ橋
座標: 北緯8度56分35秒 西経79度33分54秒 / 北緯8.943056度 西経79.565度
アメリカ橋（アメリカばし、英語: Bridge of the Americas、スペイン語: Puente de las Américas）は、パナマ運河の太平洋口にかかる道路橋である。
元々はサッチャー・フェリー橋（英語: Thatcher Ferry Bridge）という名称であった。1962年に2,000万ドルの巨費を投じて架けられたこの橋は、2004年にセンティニアル橋が架けられるまで、南北アメリカ大陸を結ぶ唯一の橋であった。

## 概要
アメリカ橋はパナマ運河の太平洋口、パナマシティ近郊のバルボア（Balboa）に位置している。この橋はアメリカ合衆国によって建設された。建設には2年半の歳月と、2,000万ドルもの巨額の建設費が費やされた。
この橋はトラスを併用したアーチ橋で、全長1,654m、14の橋脚を有し、アーチ部の径間は344mである。アーチの頂上では海面からの高さが117mに達する。裄下は干潮時で61.3m。橋の幅は10.4mで、両側には歩道が備え付けられている。また、橋の両詰には幅の広いランプウェイも備えられている。
1962年に完成したこのアメリカ橋は、2004年にセンティニアル橋が開通するまではパナマ運河に架かる唯一の橋として、また南北アメリカ大陸を結ぶ唯一の橋としてパン・アメリカン・ハイウェイの重要な部分であった。もっとも、アメリカ橋の完成以前にもパナマ運河には1942年に架けられた跳ね橋があったが、これは閘門が閉じているときにしか渡ることができず、通行に支障をきたしていた。
昼夜を問わず、パナマ運河を利用するたくさんの船がこの橋の下をくぐっていく。また、この橋は見た目にも印象的で、特にバルボア・ヨット・クラブ（Balboa Yacht Club）から見る姿が美しい。

## 歴史

### 背景
フランスによるパナマ運河建設の計画段階から、コロンとパナマシティの2都市は運河の建設によってパナマ国の他の地域から切り離されることがわかっていた。建設段階で既に、運河による交通の遮断が問題となっており、作業員をはしけで渡すことによって対処していた。
運河が開通すると自動車の交通量が増え始め、運河によって分断された国の最西端の県、チリキ県（Chiriquí）に通ずる道路の建設もあって、運河を渡る交通手段の確立が求められるようになった。1931年、パナマ運河技術局（Panama Canal Mechanical Division）はその要望に応える形で2隻のフェリーの運航を始めた。1940年8月にはこれに加え、軍用のはしけの便も設けられた。
1942年6月3日、ミラフローレス閘門に道路・鉄道兼用の跳ね橋が架けられた。この跳ね橋は船が通らないときにしか渡ることができなかったが、それでも運河を渡る交通需要のいくらかは満たすことができた。しかし交通需要は増え続けたため、同年11月、運河には3隻目のフェリーの便が設けられた。

### 架橋
1923年頃には、パナマ運河に船の通航に関わらず渡ることのできる橋を架けることが優先事項として提案されていた。パナマ政府は運河地帯を統治していたアメリカ合衆国に対して、橋の建設を要請し続けていた。そして1955年、レモン・アイゼンハワー条約（Remón-Eisenhower treaty）が結ばれ、ついにアメリカ合衆国によって橋が建設されることになった。
2,000万ドルにおよぶこの建設プロジェクトを受注したのは、ジョン・F・ビーズリー・アンド・カンパニー（John F. Beasly & Company）であった。1958年12月23日、アメリカ合衆国駐パナマ大使ジュリアン・ハリングトン（Julian Harrington）とパナマ大統領アーネスト・デ・ラ・ガーディア・ナバロ（Ernesto de la Guardia Navarro）の出席のもとに起工式が執り行われた。翌1959年10月12日に着工、完成には2年半の歳月を要した。
着工からちょうど3年後の1962年10月12日、ついにアメリカ橋は開通した。開通式ではアメリカ合衆国陸軍・空軍、およびパナマ国軍の音楽隊による演奏の後スピーチが行われ、祈りと音楽、そして両国の国歌が流れた。リボンを切ったのは元パナマ運河地帯総督で、ケンタッキー州選出の元連邦議会議員のモーリス・サッチャーであった。そして、参加者全員で橋を渡った。開通式の模様はテレビ・ラジオを通じて全土に伝えられた。開通式では大勢の人出に対応するため、厳重な雑踏警備が行われた。
開通式において、ジョージ・ベル（George W. Bell）はそのスピーチの中で「今日この日、我々はパン・アメリカン・ハイウェイを実現させる夢への新たな、そして明るい第一歩を踏み出した。今日この日開通したこの橋 — 真のアメリカの掛け橋（Bridge of the Americas） — は、アメリカ合衆国とパナマを結ぶハイウェイの最終ステージを完成に導いた」と述べた。

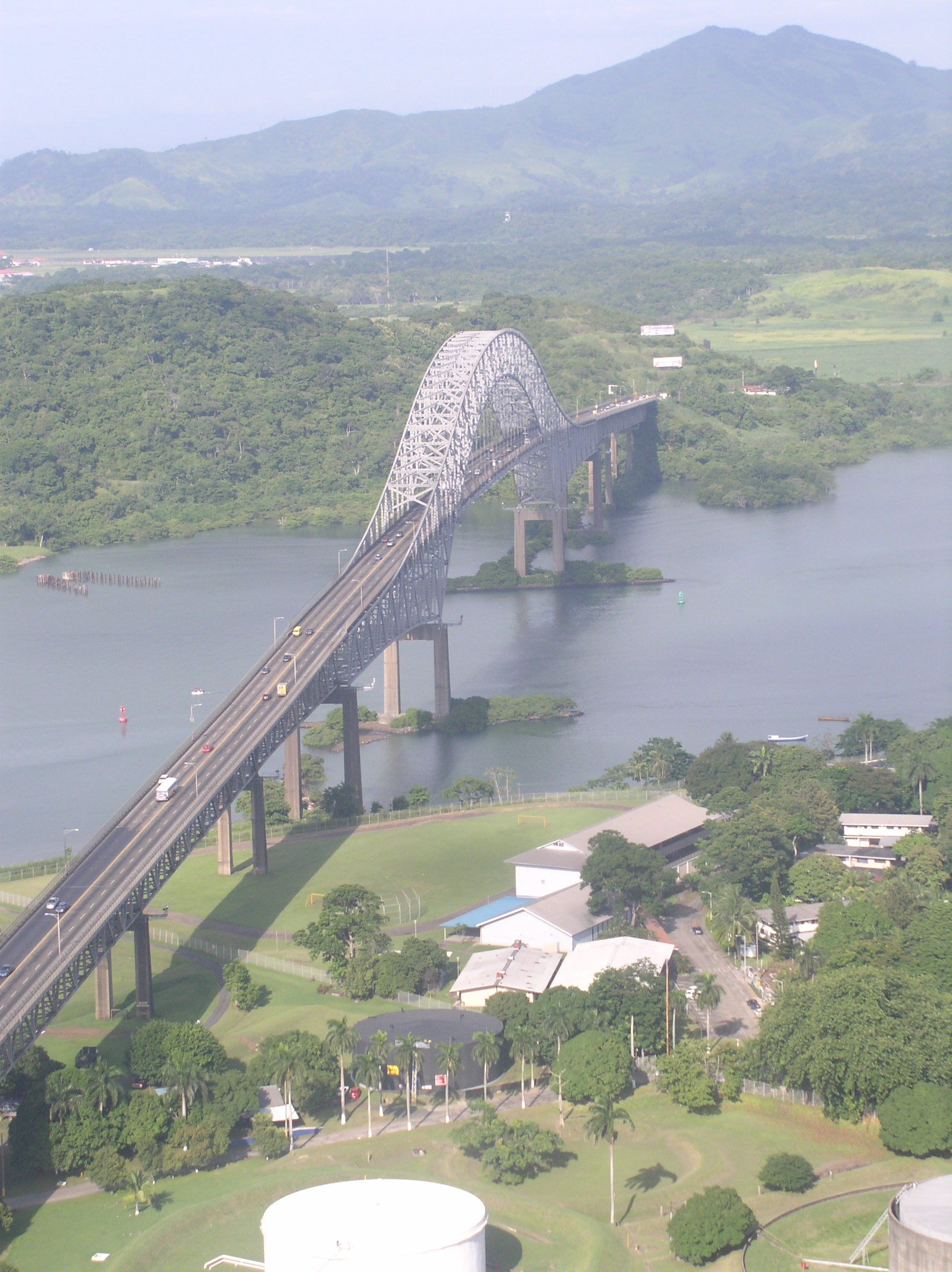
アメリカ橋は対面4車線通行である

### 開通後
開通すると、アメリカ橋はパナマ運河に架かる唯一の橋としてパン・アメリカン・ハイウェイの重要な部分となった。1日あたりの交通量は約9,500台を数えた。年を追うごとに交通量は増え続け、2004年には1日35,000台にまで膨れ上がった。そのため、アメリカ橋はハイウェイの渋滞の原因になっていた。この状況を打開するため、2004年、アメリカ橋の15km内陸に斜張橋であるセンティニアル橋が架けられた。現在、パン・アメリカン・ハイウェイはセンティニアル橋を経由している。2017年現在はこの二本の橋に加えさらに二本の運河横断橋計画が進行中である。

## 橋の名称
アメリカ橋は、当初は運河を渡っていたフェリーの名称にちなんで、サッチャー・フェリー橋（Thatcher Ferry Bridge）という名称であった（特にアメリカ人がこの名称で呼ぶことが多かった）。フェリーの名称は当時パナマ運河地帯総督で、フェリーの便を設置する法案を通したモーリス・サッチャーにちなんだものであった。サッチャーは橋の開通式でリボンを切った。
しかし、パナマではその名称は定着せず、アメリカ橋（Bridge of the Americas）という名称のほうが好まれた。開通式の10日前、1962年10月2日、パナマ国会での決議により、「アメリカ橋」がこの橋の正式な名称に定められた。決議の内容は次のようなものである。
1. 橋の名称をBridge of the Americasと定める。

1. このBridge of the Americasという名称は、この橋を指す名称としてのみ用いられなければならない。

1. パナマ政府は、この橋を指す名称として、Bridge of the Americas以外の名称を認めるすべての文書を拒否しなければならない。

1. この決議の謄本は、適切な注とともに世界各国の政府に送付され、この橋がこのパナマ人の代表たる、名誉ある議会で定められた名前で呼ばれるようになされなければならない。

1962年10月2日、パナマ市にて定める。
大統領　ジョルジュ・リューベン・ローザス
国務長官　アルベルト・アランゴ・N